# Kəlbəcər Rayonu
Kəlbəcər Rayonu (azerbajdzjanska: Kəlbəcər) är ett distrikt i Azerbajdzjan. Det ligger i den västra delen av landet, 300 km väster om huvudstaden Baku. Antalet invånare är 53 962. Arean är 1 936 kvadratkilometer.
Terrängen i Kəlbəcər Rayonu är mycket bergig.
Följande samhällen finns i Kəlbəcər Rayonu:
- Kerbakhiar
- Aterk
- Vanklu
- İstisu
- Dovşanlı
- Heyvalı
- Qozlu
- Yayıcı
- Çıldıran
- Yuxarı Oratag
- Çapar
- Tsmakaog
- Pogosagomer
- Şahmansurlu
- Zardaxaç
- Çormanlı

Omgivningarna runt Kəlbəcər Rayonu är en mosaik av jordbruksmark och naturlig växtlighet. Runt Kəlbəcər Rayonu är det ganska glesbefolkat, med 25 invånare per kvadratkilometer.